# فرناكة
فرناكة إحدى بلديات دائرة عين النويصي التابعة لولاية مستغانم.